# Ruggero Romano
Pour les articles homonymes, voir Romano.
Ruggero Romano (né le 9 mars 1895 à Acireale, dans la province de Catane, en Sicile et mort le 28 avril 1945 à Dongo) est un homme politique italien impliqué dans le fascisme. Il fut ministre des Travaux publics de la République sociale italienne.